# 捕蚊燈

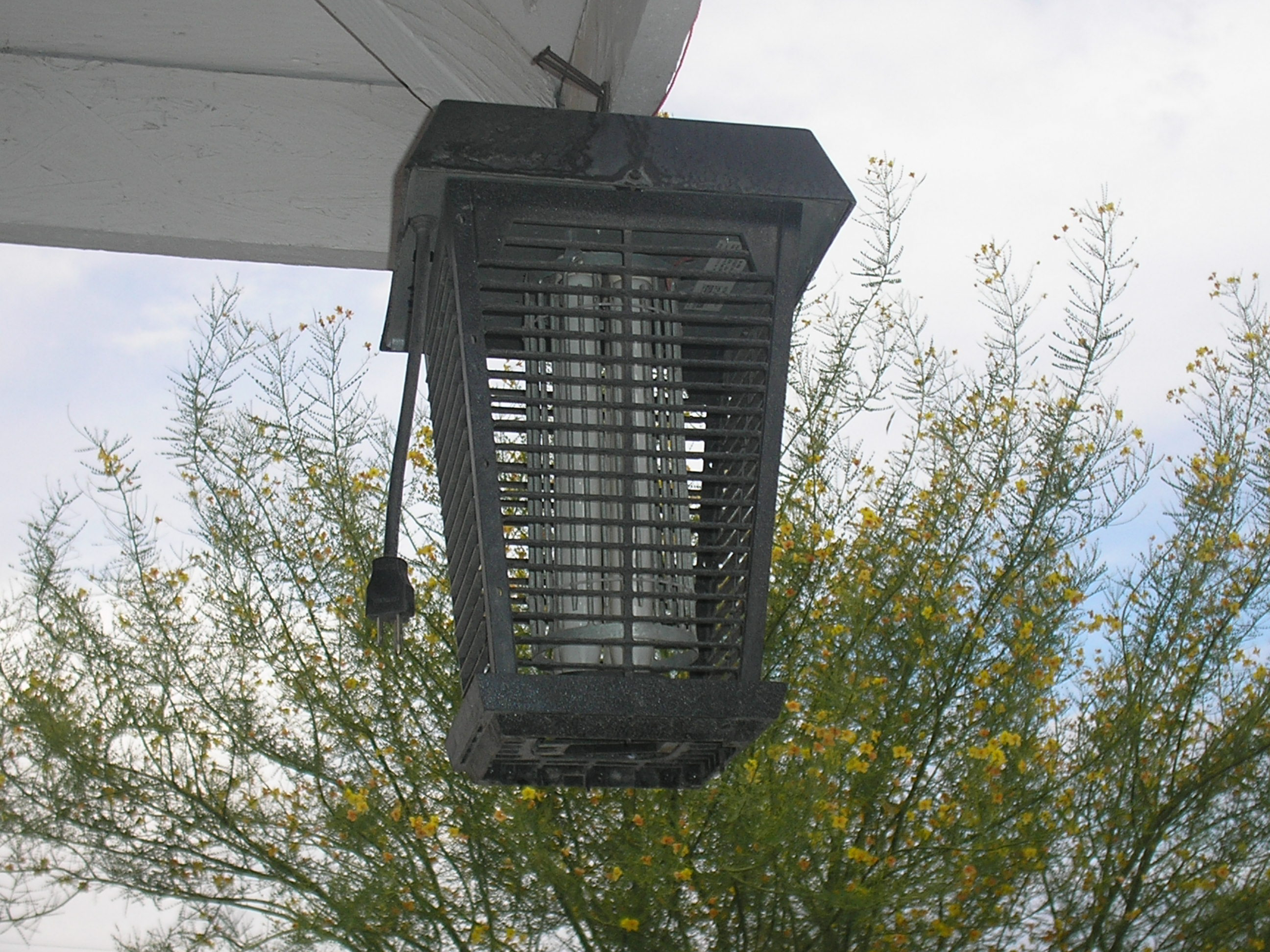
捕蚊燈

捕蚊燈，是用來滅蚊蟲的工具之一，主要利用蚊蟲的趨光性加以捕捉。

## 運作原理
捕蚊燈利用蚊蟲的夜行性、趨光性及對二氧化碳趨附性，通过燈管引誘蚊虫，以外圍的高壓電擊網将接觸的蚊子瞬間燒焦，或将蚊虫吸入底部集蟲網，並使之困在其中直到風乾，以達到殺蚊效果。

## 燈管

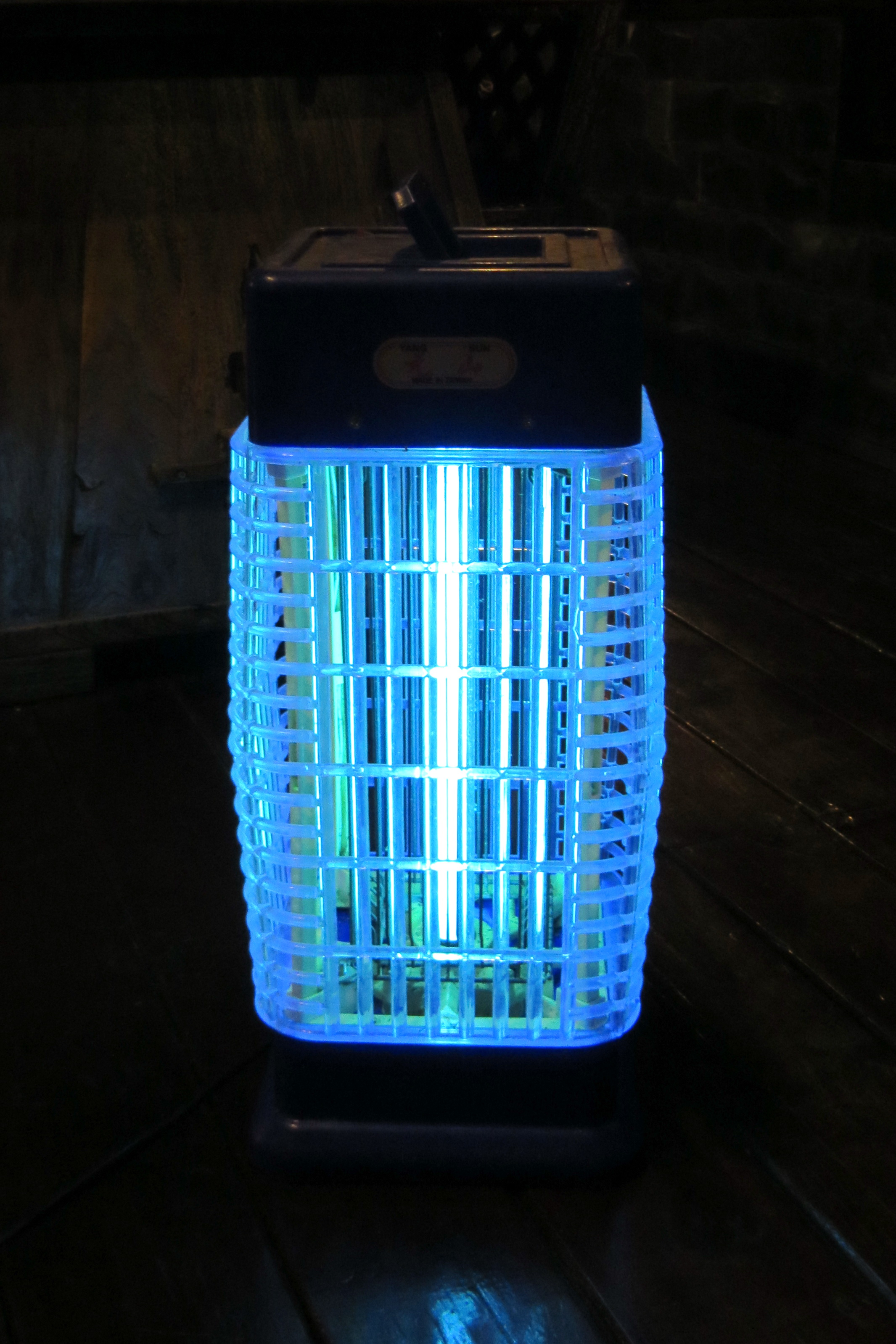
散發著藍光的捕蚊燈

捕蚊燈通常采用堇紫色燈管，燈管所散發的光属于紫外線A（UVA），波長在355-370纳米。人眼長期曝露於紫外光下容易造成眼球發生病變，使用時應避免長時間直視。通常燈管功率8瓦特以上的捕蚊灯效果較佳。

## 另見
- 電蚊拍
- 蚊香